# 邦纳纳罗
邦纳纳罗（義大利語：Bonnanaro），是意大利萨萨里省的一个市镇。总面积21.78平方公里，人口1046人，人口密度48.0人/平方公里（2009年）。ISTAT代码为090011。